# Scolelepis blakei
Scolelepis blakei is een borstelworm uit de familie Spionidae. De wetenschappelijke naam van de soort werd in 1980 gepubliceerd door Hartmann-Schröder. De soortnaam verwijst naar James Blake uit Sebastopol, Californië.